# Lekkoatletyka na Letnich Igrzyskach Olimpijskich 1948 – chód na 50 km mężczyzn
Chód na 50 km mężczyzn był jedną z konkurencji lekkoatletycznych rozgrywanych podczas XIV Letnich Igrzysk Olimpijskich. Został rozegrany w dniu 31 lipca 1948 roku.

## Rekordy
Tabela uwzględnia rekordy uzyskane przed rozpoczęciem rywalizacji.
|                   | Zawodnik                        | Wynik     | Miejsce | Data            |
| ----------------- | ------------------------------- | --------- | ------- | --------------- |
| Rekord olimpijski | Wielka Brytania Harold Whitlock | 4:30:41,4 | Berlin  | 5 sierpnia 1936 |

### Wyniki
| Poz.   | Zawodnik            | Państwo           | Rezultat | Uwagi |
| ------ | ------------------- | ----------------- | -------- | ----- |
| złoto  | John Ljunggren      | Szwecja           | 4:41:52  |       |
| srebro | Gaston Godel        | Szwajcaria        | 4:48:17  |       |
| brąz   | Tebbs Lloyd Johnson | Wielka Brytania   | 4:48:31  |       |
| 4.     | Edgar Bruun         | Norwegia          | 4:53:18  |       |
| 5.     | Herbert Martineau   | Wielka Brytania   | 4:53:58  |       |
| 6.     | Rune Bjurström      | Szwecja           | 4:56:43  |       |
| 7.     | Pierre Mazille      | Francja           | 5:01:40  |       |
| 8.     | Claude Hubert       | Francja           | 5:03:12  |       |
| 9.     | Enrique Villaplana  | Hiszpania         | 5:03:31  |       |
| 10.    | Tage Jönsson        | Szwecja           | 5:05:08  |       |
| 11.    | Henri Caron         | Francja           | 5:08:15  |       |
| 12.    | Ernest Crosbie      | Stany Zjednoczone | 5:15:16  |       |
| 13.    | Sándor László       | Węgry             | 5:16:30  |       |
| 14.    | Salvatore Cascino   | Włochy            | 5:20:03  |       |
| 15.    | John Deni           | Stany Zjednoczone | 5:28:33  |       |
| 16.    | Adolf Weinacker     | Stany Zjednoczone | 5:30:14  |       |
| -      | Gerhard Winther     | Norwegia          | DNF      |       |
| -      | Rex Whitlock        | Wielka Brytania   | DNF      |       |
| -      | Francesco Pretti    | Włochy            | DNF      |       |
| -      | Per Olav Baarnaas   | Norwegia          | DNF      |       |
| -      | Valentino Bertolini | Włochy            | DNF      |       |
| -      | Sadhu Singh         | Indie             | DNF      |       |
| -      | Sixto Ibáñez        | Argentyna         | DNF      |       |